# CCN Cycling Team/Saison 2015
Dieser Artikel listet Erfolge und Fahrer des Radsportteams CCN Cycling Team in der Saison 2015 auf.

## Erfolge in der UCI Asia Tour
Bei den Rennen der UCI Asia Tour im Jahr 2015 gelangen dem Team nachstehende Erfolg.
| Datum       | Rennen                   | Kat. | Sieger   |
| ----------- | ------------------------ | ---- | -------- |
| 1. November | 2. Etappe Tour of Borneo | 2.2  | Joop Kos |

## Abgänge – Zugänge
| Zugänge                               | Team 2014                               | Abgänge                        | Team 2015                           |
| ------------------------------------- | --------------------------------------- | ------------------------------ | ----------------------------------- |
| Jos Koop (ab 1. Oktober)              |                                         | John Bohn Ebsen                | Androni Giocattoli-Sidermec         |
| Projo Waeso (ab 1. Oktober)           |                                         | Jason Christie                 | Avanti Racing Team                  |
| Ji Wen Low                            | OCBC Singapore Continental Cycling Team | Ja Yeon Im                     | Team 7 Eleven Road Bike Philippines |
| Souliyavong Khamsiveth                |                                         | Wang Yin-Chih                  | Attaque Team Gusto                  |
| Fazlan Adhili Mustafa (ab 1. Oktober) |                                         | Muhammad Syazwi Azhar Muhammad | Unbekannt                           |
| Soutisack Vandila                     |                                         | Mohammad Nazri Mastani         | Unbekannt                           |
| Jules Goguely (ab 1. Oktober)         |                                         | Ahmad Radhey Hj Johor          | Unbekannt                           |
| Thavone Phonasa                       |                                         |                                |                                     |
| Quenheuan Thepvongsa                  |                                         |                                |                                     |

## Mannschaft
| Name                   | Geburtstag         | Nationalität       |
| ---------------------- | ------------------ | ------------------ |
| Daniel Abraham         | 11. Februar 1985   | Niederlande        |
| Hari Fitrianto         | 20. Juni 1985      | Indonesien         |
| Rob Gitelis            | 23. Oktober 1967   | Vereinigte Staaten |
| Jules Goguely          | 31. August 1993    | Vereinigte Staaten |
| Souliyavong Khamsiveth | 3. April 1996      | Laos               |
| Jos Koop               | 16. August 1988    | Niederlande        |
| Ji Wen Low             | 27. Oktober 1989   | Singapur           |
| Lex Nederlof           | 10. Juni 1966      | Niederlande        |
| Fazlin Adhili Mustafa  | 1. September 1990  | Malaysia           |
| Thavone Phonasa        | 12. Januar 1994    | Laos               |
| Ariya Phounsavath      | 2. März 1991       | Laos               |
| Quenheuan Thepvongsa   | 22. Oktober 1990   | Laos               |
| Roman Van Uden         | 29. Oktober 1988   | Neuseeland         |
| Soutisack Vandila      | 8. August 1996     | Laos               |
| Projo Waseso           | 25. September 1987 | Singapur           |